# Липкие пальчики времени
«Липкие пальчики времени» (англ. The Sticky Fingers of Time) — независимый американский фантастический фильм о путешествиях во времени.

## Сюжет
Одним летним днём 1953 года жительница Нью-Йорка писательница Такер Хардинг, автор фантастических романов, отрывается от работы над своей очередной книгой «Липкие пальчики времени» и отправляется за кофе. Неожиданно для себя она оказывается в Нью-Йорке 1997 года, где сталкивается со странной женщиной Дрю, в руках которой потрёпанный роман «Липкие пальчики времени» и газетная заметка 44-летней давности о нераскрытом убийстве его автора — Такер Хардинг. Вскоре женщины выяснят, что существуют люди, которые в результате мутации под действием радиации, приобрели возможность спонтанно путешествовать во времени.

## В ролях
- Теруми Мэттьюз — Такер Хардинг
- Николь Зарэй — Дрю
- Белинда Беккер — Офелия
- Джеймс Урбаньяк — Айзек

## Интересные факты
- В фантастическом фильме «Липкие пальчики времени» отсутствуют какие-либо спецэффекты. Картина о путешествиях во времени снята всего лишь за четверть миллиона долларов.
- Фильм участвовал во внеконкурсных программах девяти международных кинофестивалей, включая престижные смотры в Венеции и Торонто.
- Прокат картины проходил в одном единственном кинотеатре в течение трёх месяцев. Ленте удалось собрать скромные 18 195 $.